# Andrés Zuno
Andrés Zuno (Guadalajara, Jalisco) 7 de noviembre de 1982) es un actor, cantautor y escritor mexicano. 
Ha participado en telenovelas como Papá a toda madre, Al diablo con los guapos, Señora Acero y La doble vida de Estela Carrillo.

## Carrera
Ha participado tanto en telenovelas, películas y series. Ha grabado dos discos: Más de una vida y #SueñosparaCompartir. Escritor de la novela “Los hijos también lloran” y escritor y productor de la obra de teatro del mismo título. En 2013 se convirtió en el primer actor mexicano en protagonizar una telenovela estadounidense interpretando a “Rafael” en la popular telenovela de la CBS “The Bold and the Beautiful” e "Inevitable"
Trabajó en Al diablo con los guapos por la cual recibió el premio a mejor actor de reparto en los premios FAMA en Miami, Florida, y Señora Acero; posteriormente publicó su novela Arkhé: Los hijos también lloran
En 2017, interpreta a Tom en La doble vida de Estela Carrillo un hombre racista y xenófobo, compartiendo créditos con Ariadne Díaz, Danilo Carrera y Vanessa Bauche.
A mediados del mismo añose integra al elenco de Papá a toda madre donde personifica a Rafael, esposo de Rodrigo Conde (Raúl Coronado) esta historia es un parteaguas en la televisión mexicana puesto que en 60 años es la primera vez que se presenta un matrimonio igualitario en una telenovela mexicana. Al mismo tiempo publica su primera novela nombrada Arkhé: los hijos también lloran.
Para 2018 su novela es llevada al teatro con el nombre de Los hijos también lloran, la cual protagoniza él mismo junto a la actriz Ludwika Paleta y dirigida por Lorena Maza. La obra se convirtió en un éxito rotundo de cartelera en la Ciudad de México y en el interior de la República Mexicana. La crítica especializada la consideró como una de las mejores propuestas teatrales del año y un espectáculo único en su especie.

## Filmografía

### Telenovelas
| Año       | Telenovela                       | Personaje          |
| --------- | -------------------------------- | ------------------ |
| 2022      | Todo por Lucy                    | Esteban            |
| 2020      | El candidato                     | Javier             |
| 2020      | Desaparecida                     |                    |
| 2019      | Club de cuervos                  | Actor Sensual      |
| 2018      | Dogma                            | Rox                |
| 2018      | Descontrol                       | Emilio, Ep: Creta  |
| 2017-2018 | Papá a toda madre                | Rafael Restrepo    |
| 2016-2017 | La doble vida de Estela Carrillo | Tomás "Tom" Allen  |
| 2016      | Dogma                            | Rox                |
| 2014-2015 | Señora Acero                     | Plutarco           |
| 2013      | The Bold and the Beautiful       | Rafael             |
| 2011      | Amar de nuevo                    | Lorenzo            |
| 2007-2008 | Al diablo con los guapos         | Hugo Arango Tamayo |
| 2007      | Pasión                           | Bernabé            |
| 2002      | La otra                          | Fotógrafo          |

### Películas
| Año  | Película                        | Personaje              |
| ---- | ------------------------------- | ---------------------- |
| 2025 | A-Marte                         | Fernando               |
| 2022 | [¿Quieres ser… mi Hijo?]]       | Oliver                 |
| 2023 | Después                         | Héctor                 |
| 2016 | Treintona, soltera y fantástica | Hombre del antro       |
| 2016 | Macho                           | Reportero              |
| 2013 | Go for Sisters                  | Policía de inmigración |
| 2001 | Emisario del odio               |                        |

### Programas
| Año  | Programa             | Personaje           |
| ---- | -------------------- | ------------------- |
| 2015 | Noches con platanito | Él mismo - Invitado |

### Obras de Teatro
| Año       | Obra                     | Personaje        |
| --------- | ------------------------ | ---------------- |
| 2018      | Los hijos también lloran | El hijo          |
| 2009-2011 | Mentiras: el musical     | Emmanuel Mijares |
| 1998      | The Play About the Baby  | Chavo            |

### Libros
| Año  | Nombre                          | Género |
| ---- | ------------------------------- | ------ |
| 2017 | Arkhé: los hijos también lloran | Novela |